# Bashkia e Gjirokastrës
Bashkia e Gjirokastrës är en kommun i Albanien.   Den ligger i prefekturen Qarku i Gjirokastrës, i den södra delen av landet, 140 kilometer söder om huvudstaden Tirana.
Trakten runt Bashkia e Gjirokastrës består till största delen av jordbruksmark.  Runt Bashkia e Gjirokastrës är det ganska glesbefolkat, med 47 invånare per kvadratkilometer.